# Hesketh 308D
La Hesketh 308D è una monoposto sportiva di Formula 1 realizzata dal costruttore britannico Hesketh.
In seguito alla partenza di Hunt e all'abbandono di Lord Hesketh la scuderia entrò in un periodo di crisi, affittando le sue auto a scuderie private senza riuscire a raggiungere risultati di rilievo.
La 308D corse la stagione 1976, fu realizzata in alluminio, motorizzata Ford Cosworth DFV e gommata Goodyear. Il miglior risultato nell'anno fu il settimo posto di Harald Ertl in Gran Bretagna.